# السلالة الطولونية
الطولونيون كانت سلالة تركية الأصل  وكانت أول سلالة مستقلة تحكم مصر الإسلامية وكذلك سوريا في عام 868م عندما انفصلوا عن السلطة المركزية للسلالة العباسية التي حكمت الخلافة الإسلامية حتى عام 905 عندما أعاد العباسيون السيطرة على المناطق الطولونية.
في أواخر القرن التاسع الميلادي كان الصراع الداخلي بين العباسيين يعني أن السيطرة على المناطق النائية من الإمبراطورية كانت ضعيفة بشكل متزايد وفي عام 868 أعلن القائدالتركي أحمد بن طولون نفسه حاكم مستقل لمصر. وقد حقق فيما بعد استقلالية اسمية من الحكومة العباسية المركزية. خلال فترة حكمه (868 – 884) وتلك التي خلفها، تم توسيع نطاق نفوذ الطولونيون لتشمل أخدود وادى الأردن وكذلك الحجاز وقبرص وكريت. خلف أحمد ابنه خمارويه الذي جعلته إنجازاته العسكرية والدبلوماسية لاعباً رئيسياً في المسرح السياسي في الشرق الأوسط. أكد العباسيون على اعترافهم بالطولونيين كحكام شرعيين ووضع الأسرة الحاكمة كأبناء للخليفة. بعد وفاة خمارويه كان خلفاؤه أمراء غير أقوياء مما سمح لمواليهم من العبيد الأتراك والزنوج بإدارة شؤون الدولة. في عام 905 لم يستطع الطولونيون مقاومة الغزو الذي قامت به القوات العباسية الذين أعادوا حكم الخليفة المباشر على سوريا ومصر. 
تميزت الفترة الطولونية بإصلاحات اقتصادية وإدارية إلى جانب الإصلاحات الثقافية. قام أحمد بن طولون بتغيير نظام الضرائب وتوافقه مع مجتمع التجار. كما أسس جيش قوى. تم نقل العاصمة من الفسطاط إلى القطائع حيث تم بناء مسجد ابن طولون الشهير.

## التاريخ
حدث صعود وسقوط الطولونيون على خلفية الصراعات المتزايدة في العالم الإسلامي. كانت الخلافة العباسية تكافح الاضطرابات السياسية وتفقد هالة شرعيتها العالمية. كانت هناك في السابق حركات قبطية وعلمية في مصر، دون نجاح مؤقت ومحلي. كان هناك أيضا صراع على السلطة بين القيادة العسكرية التركية وإدارة بغداد. علاوة على ذلك كانت هناك أزمة مالية إمبراطورية آخذة في الاتساع. كل هذه المواضيع سوف تتكرر خلال حكم الطولونيون. 
تبدو السياسة الداخلية للخليفة العباسي نفسه غير مستقرة. في 870، تم استدعاء أبو أحمد (بن المتوكل) (المتوفى 891) من المنفى في مكة لإعادة سلطة الخلافة العباسية على جنوب العراق بسبب ثورة الزنج. بسرعة ومع ذلك أصبح هو الحاكم الفعلي للخلافة. نتيجة لهذا الغموض استطاع أحمد بن طولون أن يوسع سلطته ويوسعها. وهكذا استخدم الطولونيون القوة الإقليمية دون عوائق إلى حد كبير بالإرادة؛ على هذا النحو، يمكن مقارنة الطولويين مع سلالات أخرى من القرن التاسع في العالم الإسلامي بما في ذلك الأغالبة والطاهريون. 

### احمد بن طولون
كان أحمد أحد أفراد الحرس التركي ومعظمهم من آسيا الوسطى الذين تم تشكيلهم في البداية في بغداد، ثم استقروا بعد ذلك في سامراء، عند إنشائها من قبل المعتصم. في 254/868،  أرسل ابن طولون إلى مصر كحاكم مقيم من قبل باكباك (توفي 256/870)، ممثل الخليفة العباسي المعتز.  أنشأ ابن طولون على الفور وجودًا ماليًا وعسكريًا في ولاية مصر من خلال إنشاء جيش مصري مستقل وتولي إدارة الخزينة المصرية والسورية. في 877، تم إرسال قوات الخلافة ضده بسبب عدم دفع الجزية. حافظ أحمد بن طولون على سلطته واستولى على سوريا في العام التالي. 
سمحت له فترة حكمه التي استمرت أكثر من عشر سنوات بترك جيش مدرب جيدًا واقتصادًا مستقرًا وبيروقراطية متمرسًا للإشراف على شؤون الدولة. عين ابنه، شحومراوية، وريثا. 
مع الحكم الذاتي الكامل ومع الضرائب التي لم تعد تذهب إلى الخليفة في بغداد أمكن تطوير أعمال الري وبناء البحرية والتي حفزت بشكل كبير الاقتصاد المحلي والتجارة. في عام 878، احتل الطولونيون وادي الأردن وتوسعوا في الشمال إلى المواقع الأمامية في الجبال المقابلة للبنان على الحدود البيزنطية مما مكنهم من الدفاع عن مصر ضد الهجوم العباسيين.

### خومارويه
بعد وفاة والده تولى خومارويه منصب الوريث المعين. التحدي الأول الذي واجهه كان غزو سوريا من قبل الجيوش التي أرسلها موفق، الحاكم الفعلي في عهد الخليفة المعتصم. كان على الخوماروية أن يتعامل مع انشقاق أحمد بن محمد الوسيطي إلى معسكر الغزاة، وهو حليف قديم لوالده منذ زمن طويل. 
حقق خومارويه مكاسب سياسية وعسكرية مما مكنه من بسط سلطته من مصر إلى شمال العراق ومن الشمال حتى طرسوس بحلول عام 890. كونه الآن لاعبًا بارزًا في المرحلة السياسية بالشرق الأدنى، فقد تفاوض على معاهدتين مع العباسيين. في أول معاهدة في عام 886، اعترف الموفق بالسلطة الطولونية على مصر والمناطق السورية لمدة ثلاثين عامًا. وأكدت المعاهدة الثانية، التي تم التوصل إليها مع المعتز عام 892، شروط الاتفاق السابق. كما سعت كلتا المعاهدتين إلى تأكيد وضع حاكم طولونيد باعتباره تابعًا لعائلة الخلفاء الجالسين في بغداد. 
على الرغم من المكاسب التي حققها، مهد عهد خومارويه الطريق أيضًا لفساد السلالة. إن الإسهام المالي والاقتتال السياسي وخطوات العباسيين جميعها ستسهم جميعها في تحطيم الطولونيين.  كان خوماروايه يعتمد كليا على جنوده الأتراك وجنوبي الصحراء. تحت إدارة خومارويه تم زعزعة الاستقرار المالي والعسكري للدولة السورية المصرية. 

### الزوال
كان جميع أمراء السلالة اللاحقين جميعًا حكامًا غير أقوياء حيث كانوا يعتمدون على جنودهم الأتراك لإدارة شؤون الدولة. 
تم نفي أبو العساكر جيش بن خمارويه من قبل قيادة القوات العسكرية الطولونية في 896 م، بعد وقت قصير من وصوله إلى السلطة. وقد خلفه شقيقه هارون. على الرغم من أنه سيحكم لمدة ثماني سنوات، إلا أنه لم يستطع تقوية السلالة وتم اغتياله في 904، بعد أن استعاد الجيش العباسي سوريا وكان على وشك غزو مصر نفسها. لم يتمكن هارون وعمه شيبان بن أحمد بن طولون من مقاومة الغزو العباسي بقيادة محمد بن سليمان الكاتب، بدعم بحري من قوات الحدود تحت قيادة دميانة الطرسوسى. وبهذا تم وضع حدا لحكم الطولونيون. 

## الحضارة
أسس أحمد بن طولون عاصمته الخاصة القطائع شمال العاصمة السابقة الفسطاط، حيث كان يجتمع بحكومته. واحدة من السمات السائدة في هذه المدينة التي ما زالت قائمة اليوم كان مسجد ابن طولون. تم بناء المسجد على الطراز السامري الذي كان شائعًا في الفترة التي نقلت خلالها الخلافة عاصمتها من بغداد إلى سامراء. هذا النمط من الهندسة المعمارية لم يقتصر فقط على المباني الدينية ولكن المباني العامة أيضًا. المنازل الباقية من الفترة الطولونية تحتوي على ألواح جصية من طراز سمران.
لقد تجاوز عهد خمارويه والده في الإنفاق. حيث بنى قصورًا وحدائق راقية لنفسه ولمن يفضلهم. كانت اسطبلاته واسعة جدًا لدرجة أنه وفقًا لأقواله المشهورون لم يكن خمارويه يركب الحصان أكثر من مرة. على الرغم من تبديده لثروة الأسرة الحاكمة فقد شجع أيضًا الحياة الثقافية الغنية برعايته الشعر والشعراء. كان حاكمه ومعلم أبنائه النحوي المشهور محمد بن عبد الله بن محمد مسلم (توفي 944).
من خلال وساطة مستشاره الأقرب الحسين بن جعجاع الصجوهري رتب خمارويه لواحدة من الزيجات السياسية العظيمة للتاريخ الإسلامي في العصور الوسطى. اقترح زواج ابنته من أحد أفراد عائلة الخليفة في بغداد. الزواج بين الأميرة الطولونية قطر الندى من الخليفة العباسي أحمد المعتضد بالله التي وقعت في 892. تضمن الزواج الباهظ مهرًا رائعًا يقدر بما بين 400,000 ومليون دينار. يتكهن البعض أن روعة الزفاف كانت محاولة محسوبة من قبل العباسيين لتدمير الطولونيين. حكايات العرائس الرائعة عاشت في ذاكرة الشعب المصري في الفترة العثمانية وسجلت في سجلات الأدب الشعبي.  تنبع أهمية الزواج من طبيعته الاستثنائية: ظاهرة الزواج بين العائلات المالكة نادرة في التاريخ الإسلامي.

## الجيش
خلال فترة حكمه، أنشأ ابن طولون جيشاً وبحرية طولونية. أصبحت الحاجة إلى إنشاء قوة مسلحة مستقلة ذاتياً واضحة بعد ثورة عيسى بن الشيخ حايكه، حاكم فلسطين، في عام 870. رداً على ذلك، قام ابن طولون بتنظيم جيش مؤلف من جنود العبيد السودانيين واليونانيين. تشير تقارير أخرى إلى أن الجنود ربما كانوا من الفرس والسودانيين.  تابع سياسة والده المتمثلة في وجود جيش متعدد الأعراق. في الواقع، تعززت قوته العسكرية من خلال أفواجه المتعددة الأعراق من الجنود السود السود والمرتزقة اليونانيين والقوات التركية الجديدة من تركستان. 
أنشأ بن طولون حرس خاص لحماية أسرة الطولونيون حيث شكلت جوهر جيش الطولونيون والذي حولها إلى أكبر الفرق العسكرية. هذه القوات قد من منطقة غور في أفغانستان سعى ابن طولون إلى استمالة العرب المحليين في عهد خومارويه. في حفل أقيم في 871 ابن طولون قواته أقسم الولاء الشخصي له. ومع ذلك، كانت هناك انشقاقات من الطولونيون في الجيش. طوال حياته كان الجيش يواجه مثل هذه المشاكل المستمرة لضمان الولاء.
كما أسس خومارويه نخبة من النخبة تسمى الموكيتارا . كان يتألف من البدو الجامحين في دلتا النيل الشرقي. من خلال منح امتيازات لرجال القبائل وتحويلهم إلى حراس شخصيين فعالين ومخلص فقد جلب السلام إلى المنطقة بين مصر وسوريا. كما أكد مجددًا سيطرته على هذه المنطقة الاستراتيجية. ضم الفوج أيضا ألف مواطن سوداني. 
فيما يلي قائمة بالارتباطات العسكرية التي شكل فيها الجيش الطولوني حزبًا مهمًا:
- في عام 877، أجبرت قوات الطولونيين الجيش العباسي بقيادة موسى بن بوجهة بعد إظهار قوتها على التخلي عن خطته لإقالة أحمد بن طولون.[10]
- في عام 878، احتل سوريا تحت ذريعة الجهاد للدفاع عن المناطق الحدودية (العواصم) ضد البيزنطيين.[بحاجة لمصدر]
- في عام 885، التقى الجيش الطولوني بقيادة خماروية مع العباسيين في معركة المطاحن (الجنوب).[7]
- من 885-886، هزمت القوات الطولونية بقيادة خماروية ابن قنداج على الرغم من أن الأخير كان لديه أعداد أعلى. تبع ذلك تأثير الدومينو مثل الجزيرة الفراتية وقيلقية والمناطق في أقصى الشرق مثل حران التي تم تقديمها للجيش الطولوني بدون قتال. وضعت معاهدات السلام مع الطولوينيين نهاية للحملات العسكرية. [7]
- من عام 896 حتى عام 905 لم يتمكن الطولوينيون من إيقاف العباسيين عن الاستيلاء على عاصمتهم القطائع. [7]

## اقتصاد
في عهد أحمد بن طولون ظل الاقتصاد المصري مزدهرا. كانت هناك مستويات مواتية من الإنتاج الزراعي تحفزها الفيضانات العالية المستمرة لنهر النيل. ازدهرت الصناعات الأخرى، وخاصة المنسوجات. في إدارته أكد بن طولون استقلاليته ورفض دفع الضرائب للحكومة المركزية العباسية في بغداد. لقد قام أيضًا بإصلاح الإدارة ومواءمة نفسه مع مجتمع التجار وتغيير نظام الضرائب. تحت حكم الطولونيون كان هناك أيضا إصلاحات في البنية التحتية الزراعية. كان القطاع الرئيسي للإنتاج والاستثمار والمشاركة في التجارة على مستوى البحر المتوسط هو المنسوجات وخاصة الكتان يرأس البيروقراطية المالية طوال فترة طولونيين أفراد من عائلة المدهري.

### الاستقلال المالي
خلال الفترة من 870 إلى 872 أكد ابن طولون المزيد من السيطرة على الإدارة المالية في مصر. في عام 871 سيطر على ضرائب الخرج وكذلك العواصم في سوريا. كما حقق النصر على ابن المدبر رئيس النظام المالي وعضو النخبة البيروقراطية العباسية. 
كان الحاكم الفعلي للخلافة العباسية الموفق يعارض أنشطة ابن طولون المالية. أراد تأمين الإيرادات المصرية لحملته ضد ثورة الززنج (وربما الحد من استقلال الطولونيين). لفتت الحاجة الماسة إلى الأموال انتباه بغداد إلى مصر الأكثر ثراءً.  وصل الموقف إلى ذروته في عام 877 عندما أرسل الموفق بعد عدم تلقي الأموال المطلوبة جيشًا لإسقاط أحمد بن طولون.  ومع ذلك، فقد قام ابن طولون في مناسبتين على الأقل بتحويل مبالغ كبيرة من الإيرادات إلى جانب الهدايا، إلى الإدارة العباسية المركزية. 
في عهد خومارويه دخل العباسيون رسميًا في معاهدة مع الطولونيين مما أدى إلى إنهاء القتال واستئناف دفع الجزية. وضعت الأحكام المالية في المعاهدة الأولى في عام 886 مع الموفق. أكدت معاهدة ثانية مع المؤيد ابن الموفق، عام 892، الشروط السياسية للأولى. مالياً، كان على الطولونيين دفع 300000 دينار (رغم أن هذا الرقم قد يكون غير دقيق) سنويًا. 

### الإدارة الطولونية
تحملت إدارة الطولونيون على مصر العديد من الميزات البارزة. كان أسلوب الحكم شديد المركزية و «بلا شفقة» في تنفيذه. كانت الإدارة مدعومة من النخبة التجارية والدينية والاجتماعية في مصر. استبدل أحمد بن طولون المسؤولين العراقيين ببيروقراطية مصرية. بشكل عام اعتمدت الإدارة على مجتمع التجار القوي للحصول على الدعم المالي والدبلوماسي. على سبيل المثال شغل عمار الجواهري العضو البارز في مجتمع التجار في مصر دور الممول المالى للدولة الجديدة. 
ساعدت إدارة الطولونيون أيضا الاقتصاد على الازدهار من خلال الحفاظ على الاستقرار السياسي وهو أمر لا غنى عنه في مصر. كانت الثورات المنعزلة بين الأقباط وبعض البدو العرب في صعيد مصر الذين لم يهددوا أبدًا قوة الأسرة الحاكمة استجابةً للممارسات المالية الطولونية الأكثر كفاءة. تم تقوية الاقتصاد من خلال الإصلاحات التي أدخلت مباشرة قبل الطولونيون وخلال فترة حكمهم. كانت هناك تغييرات في نظام تقييم الضرائب والتحصيل. كان هناك أيضا توسع في استخدام العقود الضريبية والتي كانت مصدر النخبة المالكة لحيازة الأراضي في هذه الفترة.  أدت الإصلاحات الزراعية والإدارية لأحمد بن طولون إلى تشجيع الفلاحين على العمل بأرضهم بحماس على الرغم من الضرائب الفادحة. كما أنه أنهى حيل ضباط الإدارة لربحهم الشخصي. 
واحد النهائي ميزة الإدارة بموجب بن طولون كان وقف ممارسة استنزاف قبالة الغالبية العظمى من الإيرادات إلى المدينة. بدلا من ذلك بدأ العمل في بناء البرامج للاستفادة من أجزاء أخرى من مصر. كما انه يستخدم تلك الأموال لتحفيز التجارة والصناعة.

### النفقات كبيرة
ورث خمارويه اقتصاد مستقر ونظام حكم من والده. كانت قيمة الخزينة عشرة ملايين دينار في خلافة خمارويه. عندما قُتل خمارويه في عام 896 كانت الخزانة فارغة وكان الدينار قد هبط إلى ثلث قيمته. يعزى جزء من هذه الكارثة المالية إلى إدمانه للرفاهية في حين كان تبديد الثروة لكسب الولاء سببًا آخر أيضًا. 
ك̲ان خمارويه على عكس والده ينفق ببذخ. على سبيل المثال أعطى ابنته قطر الندى مهرًا استثنائيًا يتراوح ما بين 400,000 - 1,000,000 دينار، لحفل زفافها في عام 892 إلى الخليفة العباسي المعتضد بالله. هذه الخطوة يتكهن بها بعض العلماء بأنها كانت محاولة من قبل العباسيين لاستنزاف الخزانة الطولونية. 

### الدول المجاورة
- العباسيين
- الإمبراطورية البيزنطية
- مملكة المقرة
- رستميون

### الأمراء الطولونيون
| الاسم الفخري                                                                            | اسم شخصي                                                | فترة الحكم  |
| --------------------------------------------------------------------------------------- | ------------------------------------------------------- | ----------- |
| الحكم الذاتي الفعلي من الخلافة العباسية في عهد الخليفة المعتصم.                         |                                                         |             |
|                                                                                         | احمد بن طولون أحمد بن طولون                             | 868 - 884 م |
| الأمير ابو الجيش                                                                        | خمراوية بن أحمد بن طولون </br> خمارویہ بن أحمد بن طولون | 884 - 896 م |
| الأمير ابو العساكر                                                                      | جيش بن خمراويه جیش ابن خمارویہ بن أحمد بن طولون         | 896 م       |
| الأمير ابو موسى ابو موسی                                                                | هارون بن خمراويه ہارون ابن خمارویہ بن أحمد بن طولون     | 896 - 904 م |
| الأمير ابو المناقب                                                                      | شعبان بن أحمد بن طولون شائبان بن أحمد بن طولون          | 904 - 905 م |
| أعاد الفتح من قبل الخلافة العباسية في عهد الخليفة المكتفي من قبل القائد محمد بن سليمان. |                                                         |             |